# Дараган Олександр Сергійович
Олекса́ндр Сергі́йович Дарага́н (нар. 1978) — український спортсмен, борець греко-римського стилю.

## З життєпису
Народився у Васильківці Дніпропетровської області. Його батько, Дараган Сергій Миколайович (нар. 1953) — тренер-викладач, заслужений тренер України. Молодший брат Микола (нар. 1984), теж борець, майстер спорту міжнародного класу з греко-римської боротьби, член збірної команди України, призер багатьох міжнародних турнірів, чемпіон України.
У 2000 році одружився з Гесь Оленою Володимирівною, а з 2002 мають спільну доньку — Дараган Крістіна Олександрівна, яка навчається в Українському гуманітарному ліцеї КНУ імені Тараса Шевченка.

## Спортивні результати на міжнародних змаганнях

### Виступи на Олімпіадах
| Змагання                    | Збірна  | Вагова категорія                 | Місце |
| --------------------------- | ------- | -------------------------------- | ----- |
| Літні Олімпійські ігри 2004 | Україна | греко-римська боротьба, до 84 кг | 6     |
| Літні Олімпійські ігри 2008 | Україна | греко-римська боротьба, до 84 кг | 14    |

### Виступи на Чемпіонатах світу
| Змагання                        | Збірна  | Вагова категорія                 | Місце  |
| ------------------------------- | ------- | -------------------------------- | ------ |
| Чемпіонат світу з боротьби 2001 | Україна | греко-римська боротьба, до 85 кг | Бронза |
| Чемпіонат світу з боротьби 2002 | Україна | греко-римська боротьба, до 84 кг | 14     |
| Чемпіонат світу з боротьби 2003 | Україна | греко-римська боротьба, до 84 кг | 18     |
| Чемпіонат світу з боротьби 2005 | Україна | греко-римська боротьба, до 84 кг | 5      |
| Чемпіонат світу з боротьби 2006 | Україна | греко-римська боротьба, до 84 кг | 30     |

### Виступи на Чемпіонатах Європи
| Змагання                         | Збірна  | Вагова категорія                 | Місце  |
| -------------------------------- | ------- | -------------------------------- | ------ |
| Чемпіонат Європи з боротьби 1999 | Україна | греко-римська боротьба, до 85 кг | 6      |
| Чемпіонат Європи з боротьби 2001 | Україна | греко-римська боротьба, до 85 кг | Бронза |
| Чемпіонат Європи з боротьби 2002 | Україна | греко-римська боротьба, до 84 кг | 9      |
| Чемпіонат Європи з боротьби 2003 | Україна | греко-римська боротьба, до 84 кг | 5      |
| Чемпіонат Європи з боротьби 2005 | Україна | греко-римська боротьба, до 84 кг | 7      |

### Виступи на інших змаганнях
| Змагання                                                             | Збірна  | Вагова категорія                 | Місце  |
| -------------------------------------------------------------------- | ------- | -------------------------------- | ------ |
| Олімпійський кваліфікаційний турнір з боротьби 2000 (Клермон-Ферран) | Україна | греко-римська боротьба, до 85 кг | 5      |
| Олімпійський кваліфікаційний турнір з боротьби 2000 (Александрія)    | Україна | греко-римська боротьба, до 85 кг | Бронза |
| Гран-прі Німеччини з боротьби 2003                                   | Україна | греко-римська боротьба, до 84 кг | Срібло |
| Олімпійський кваліфікаційний турнір з боротьби 2004 (Новий Сад)      | Україна | греко-римська боротьба, до 84 кг | Срібло |
| Золотий Гран-прі з боротьби 2006                                     | Україна | греко-римська боротьба, до 84 кг | Срібло |
| Турнір Івана Піддубного 2008                                         | Україна | греко-римська боротьба, до 84 кг | Бронза |
| Олімпійський кваліфікаційний турнір з боротьби 2008 (Роме-Остія)     | Україна | греко-римська боротьба, до 84 кг | Бронза |
| Золотий Гран-прі з боротьби 2011 (Сомбатгей)                         | Україна | греко-римська боротьба, до 74 кг | Срібло |
| Кубок Європейських націй з боротьби 2016                             | Україна | команда                          | Срібло |

### Виступи на змаганнях молодших вікових груп
| Змагання                                       | Збірна  | Вагова категорія                 | Місце  |
| ---------------------------------------------- | ------- | -------------------------------- | ------ |
| Чемпіонат Європи з боротьби серед юніорів 1996 | Україна | греко-римська боротьба, до 81 кг | Бронза |
| Чемпіонат світу з боротьби серед юніорів 1996  | Україна | греко-римська боротьба, до 81 кг | Золото |
| Чемпіонат Європи з боротьби серед юніорів 1997 | Україна | греко-римська боротьба, до 83 кг | 6      |
| Чемпіонат світу з боротьби серед юніорів 1997  | Україна | греко-римська боротьба, до 83 кг | 7      |
| Чемпіонат Європи з боротьби серед юніорів 1998 | Україна | греко-римська боротьба, до 83 кг | Золото |
| Чемпіонат світу з боротьби серед юніорів 1998  | Україна | греко-римська боротьба, до 83 кг | Срібло |